# Liste des bateaux étrangers inscrits aux Tonnerres de Brest 2012
Liste, non exhaustive, des bateaux étrangers inscrits aux Tonnerres de Brest 2012 (Fêtes maritimes de Brest) en rade de Brest et Douarnenez (parade du dernier jour) du 13 au 19 juillet.

## Allemagne
| - Ernestine : sloop - 23 m - (1899) - Freedom : goélette - 32 m - (1956) - Hansine (FN 121) : ketch aurique - 26,50 m - (1898) - Hug Maru : sloop marconi - 10,60 m - (1966) - Petrine : ketch à cornes - 33 m - (1909) - Pippilotta : goélette à trois mâts - 43 m - (1933) - Präsident Freiherr von Maltzahn : ketch - 30 m - (1928) | - Regina Maris : goélette à trois mats - 43 m - (1970) - Rozenn Carmel : sloop - 9,03 m - (1957) - Sigandor : ketch - 35 m - (1909) - Urd : canot-misainier (houari) - 4,50 m - (1953) - Wytske Eelkje : brick - 29 m - (1968) - Whydah of Bristol : goélette aurique - 19 m - (2000) |

## Belgique
- Beezen : sloop marconi - 6,80 m - (1964)
- Igitur : sloop houari - 5,40 m - (1963)
- Irène : sloop marconi - 9 m - (1976)
- Oze: ketch - 13,20 m - (1962)
- Twins : plaisance - 12,20 m - (1973)

## Brésil
- Dragao do mar, Iemanja, Pirata : 3 Jangadas (petits voiliers traditionnels de pêche)

## Croatie
- Comeza-Lisboa [8] : chaloupe à voile et aviron - 9 m - (1997)

## Danemark
- Den Store Bjørn (ex-Fyrskib n° XVIII) [9] : goélette à trois mâts - 50 m - (1902)
- Pyret : yawl marconi - 9,50 m - (1952)

## Espagne
- Delfines : ketch - 15 m - (1982)
- Far Barcelona : goélette - 31 m - (1874)
- Jatina : chaloupe à voile de pêche (Galice) - (1998)
- Saltillo [10] : ketch (voilier-école) - 26 m - (1932)
- Tina Husted : ketch (ancien bateau de pêche) - ? - (1947)
- Xaïmina : lougre - 4,70 m - (2007)
- Xérina : cotre - 5,40 m - (1996)

## Éthiopie
- Tankwas : pirogues typiques du Lac Tana

## Finlande
- Joanna Saturna : goélette - 34 m - (1903)

## Indonésie
- une flottille de sandeqs et de jukungs voiliers de pêche à balancier

## Irlande
- Achill : Yawl - 8,50 m - (2006)
- Arran Island Currash : lougre - 7 m - (1997)
- Occitan 3 : sloop - 9,70 m - (?)
- Peel Castle [11] : lougre - 20 m - (1929)
- Ros Ailither [12]: cotre à tapecul - 19 m - (1954)

## Italie
- Salina [13]: cotre - 11,30 m - (1983)

## Madagascar
- Le Sourire [14] : Botry de Madagascar - 18 m - (2005)

## Maroc
- Bir Anzarane (341)  : Patrouilleur - 70 m - (2010)

## Mexique
- Cuauhtémoc : trois-mâts barque - 90 m - (1982)

## Norvège
- Enigheten [15] : réplique de bateau voile-aviron
- RS 10 Christiania : ketch (ancien cnot de sauvetage) - 14 m - (1896)
- M/K Folkvang [16]: ketch - 23 m - (1911)
- Gaïa [17] : drakkar (réplique) - 24 m -(1990): drakkar (réplique Bateau de Gokstad) - 23,5 m - (1990)
- Kamalie af Lister : bateau-pilote (plan Archer) - ? - (1986)
- MS Sjøkurs : navire côtier - 85 m - (1956)
- Statsraad Lehmkuhl : trois-mâts barque - 98 m - (1914)

## Oman
- Musandam - Oman Sail : trimaran Multi One Design - 21,2 m - (2012)

## Pays-Bas
| - Abel Tasman : goélette - 40 m - (1913) - Brandaen : cotre pilote (réplique) - 22 m - (1980) - D.V. Cornelia : tjalk (péniche à voile) - 15 m - (1908) - Gallant : goélette - 37 m - (1916) - Gulden Leeuw : goélette à hunier - 70 m - (1970) - Hendrika Bartelds : trois-mâts goélette - 49 m - (1917) - Iris : ketch - 36 m - (1916) - Jacob Meindert : goélette - 36 m - (1952) - Jandenot : sloop - 6,50 m - (1904) - Jantje : brick-goélette - 28 m - (1930) - JR Tolkien : goélette à hunier - 42 m - (1964) - Loth Loriën : Goélette à trois mâts - 48 m - (1907) - Minerva : goélette à trois mâts - 50,50 m - (1935) - Morgenster : brick - 48 m - (1919) - Oban : lougre-harenguier (goélette) - 39 m - (1903) | - Oosterschelde : Goélette à trois mâts - 50 m - (1918) - Oniros (ex Samuel & Marie Parkhouse) : ex-canot de sauvetage - 14 m - (1938) - Pedro Doncker : trois-mâts goélette - 42 m - (1974) - Simmernocht : sloop aurique - 9,70 m - (1920) - Stad Amsterdam : clipper trois-mâts carré - 76 m - (2000) - Stortemelk : goelette - 45 m - (1961) - Swaensborgh : goélette - 40 m - (1907) - Thalassa : trois-mâts goélette - 50 m - (1980) - Twister : goélette - 29 m - (1968) - Uitvlucht : sloop houari - 5 m - (1994) - Windfloyer : sloop marconi - 10 m - (1995) - Wylde Swan : Goélette à hunier - 62 m - (1920) - Zephyr : goélette - 36 m - (1931) - Zuiderzee : goélette - 31 m - (1909) |

## Royaume-Uni
| - Aegier : ketch - 12,50 m - (1984) - Aline : sloop aurique - 18 m - (1909) - Amazon : yacht-goélette - 31 m - (1885) - Amatasi : yawl - 8,40 m - (2011) - Amelie Rose : pilot-cutter (réplique) - 24 m - (2009) - Annabel J : cotre - 20 m - (1995) - Arariel : ketch - 18 m - (1974) - Athena : sloop marconi - 8 m - (1951) - Barnabas : lougre (cornish mackerel) - 12 m - (1881) - Bessie Ellen : ketch - 36 m - (1904) - Black Diamond : pilot-cutter (réplique) - 9,10 m - (1980) - Black Velvet : plaisance - 7,80 m - (1958) - Brilleau : cotre - 11,50 m - (1988) - Cariad : cotre-pilote de Cardiff - 15 m - (1904) - Charmian of Poole : cotre - 18 m - (1914) - City of Bradford III : ancien canot de sauvetage - 15 m - (1954) - Cleone : yawl aurique - 15 m - (1860) - Constance Thomas : cotre - 10 m - (1989) - Coresande : cotre bermudien - 13 m - (1946) - Down Lady : sloop marconi - 9,75 m - (1960) - Donna Capel : ketch - 20 m - (1943) - Earl of Pembroke : trois-mâts carré - 48 m - (1945) | - Fear Not : misainier - 9,80 m - (1991) - Grace (PZ 8) : lougre - 19 m - (1906) - Hardiesse : ketch - 19 m - (1971) - Hesper : cotre-pilote (réplique) - 15 m - (2004) - Holly Mae : cotre - 16 m - (2010) - Irene of Bridgewater : cotre - 34 m - (1907) - Iseult : yawl aurique - 16 m - (?) - John William : ketch (jonque chinoise) - 20 m - (1904) - Jude : ketch - 9 m - (1964) - Kathleen & May : goélette à trois-mâts - 39 m - (1900) - Keewaydin : ketch - 26 m - (1913) - Lassie of Chester : cotre - 11 m - (1937) - Leader : ketch (Brixham trawler) - 29 m - (1892) - Leiona : ketch marconi - 14,50 m - (1937) - Lilian : yacht - 30 m - (1916) - Lizzie May : cotre-pilote (réplique) - 12 m - (2001) - RV Loyal Helper : navire auxiliaire - 24 m - (1979) - Lundy Lady : sloop marconi - 11 m - (1961) - Maryann 2 : yacht - 20 m - (1938) - Morwenna : cotre - 13 m - (2009) - Nefertiti of Saint Helier : ketch - 20 m - (1984) - Niñita : goélette bermudienne - 24 m - (2004) | - Old Bob : ketch aurique - 15,50 m - (1980) - Oniros : lifeboat - 14 m - (1938) - Our Boys (FY221) : lougre de cornouailles - 22 m - (1904) - Pinta's Pilot : cotre marconi - 13 m - (1990) - Planet : cotre - 12 m - (1990) - Providence : sloop marconi - 9 m - (2000) - Provident of Brixham : ketch - 29 m - (1924) - Reliance : lougre - 22 m - (1903) - Ripple (SS.19) : lougre de Cornouailles - 13 m - (1884) - TS Royalist : brick - 29 m - (1971) - Sharifa : ketch - 14,50 m - (1979) - Snowdrop : lougre - 18 m - (1925) - Scotch Queen , : bateau de pêche à moteur - 23m - (1944) - Valiant (P189) : cotre - 10 m - (1937) - Velsia : cotre (plan Archer) - 13 m - (?) - Victorious : cotre - 17,40 m - (1902) - Vigilance of Brixham (BM76) : ketch - 34 m - (1928) - Vivona : sloop marconi - 11,30 m - (1974) - Winfreya : cotre - 12 m - (1980) |

## Russie
- Isha : plaisance - 9,30 m - (1973)
- Kaliningrad (102)  Marine russe : Landing Ship Tank - 112 m - (1984)
- Krusenstern : quatre-mâts barque - 114 m - (1926)
- Neva : plaisance - 12 m - (1936)
- Saint-Pétersbourg : Brise-glace - 114 m - (2008)
- Sant Peter : ketch - 21 m - (2002)
- Sedov : quatre-mâts barque - 117,5 m - (1921)
- Shtandart: Trois-mâts carré (réplique frégate russe) - 34,5 m - (1999)
- Variag : plaisance - 12,20 m - (?)

## Suède
- Baltic Beauty : goélette - 40 m - (1926)
- Götheborg : trois-mâts carré (réplique) - 47,5 m - (2003)

## Suisse
- Aurore : canot misainier (F.Vivier) - 5,80 m - (1903)
- Britania II : canot misainier - 9,50 m - (?)
- Fleur de Passion [42],[43]: ketch (navire scientifique) - 32 m - (1941)
- Helena 1913 : ketch bermudien - 18 m - (1913)
- Insoumise : plaisance - 8,70 m - (1943)
- Le Heron : canot (voile latine) - 5 m - (1949)
- Phoebus [44]: voilier de régate (Lac Léman) - 11,5 m - (1903)
- Victorinox [45]: course au large - 15,25 m - (2003)

## Ukraine
- Anna Yaroslavna : sloop - 12 m - (2012)
- Presviata Pokrova  [46]: galère - 20,50 m - (1991)